# التراجع الأمريكي

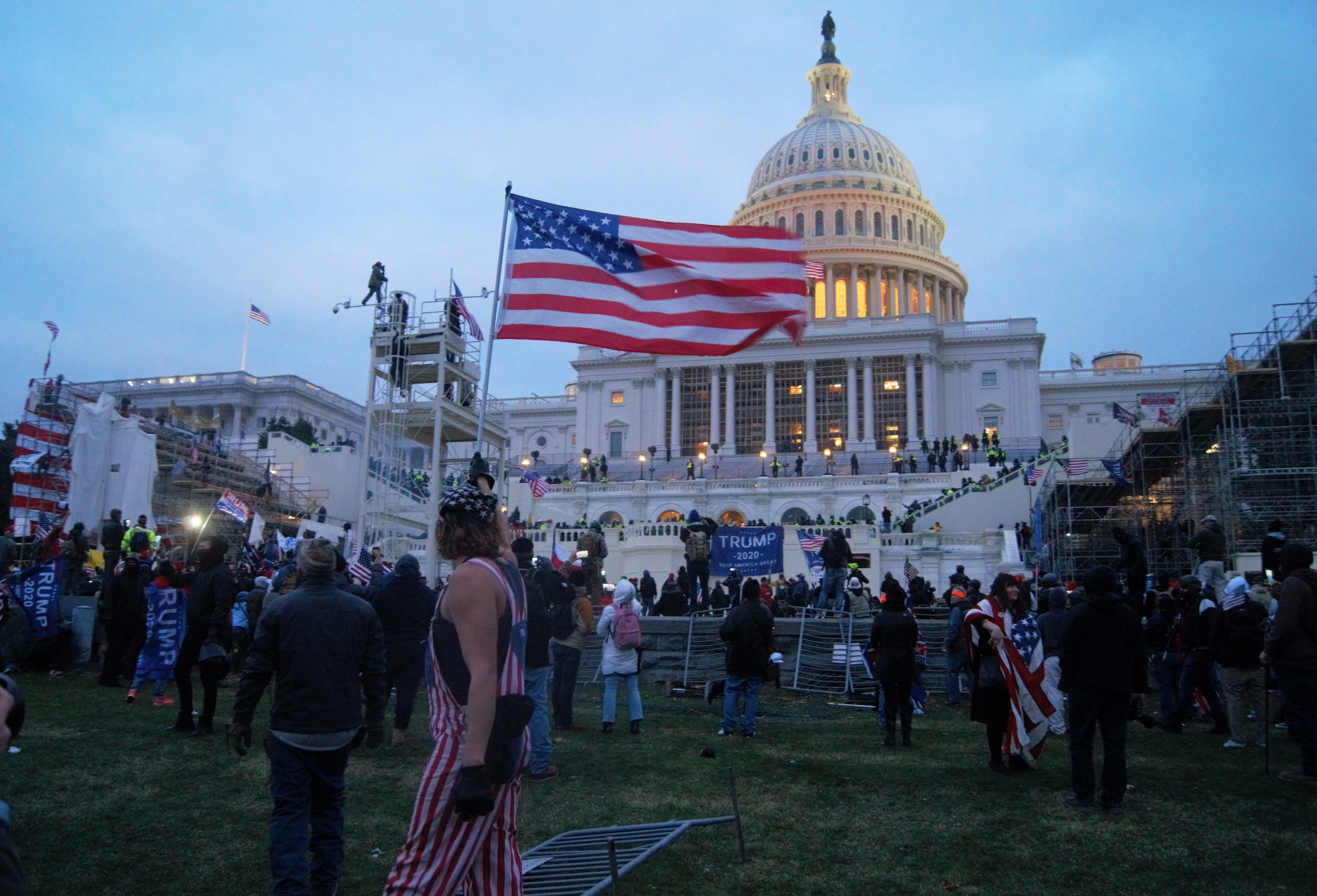
اقتحام مبنى الكابيتول الأمريكي عام 2021

التراجع الأمريكي هو تضائل قوة الولايات المتحدة على المستوى الجيوسياسي، والعسكري، والمالي، والاقتصادي، والاجتماعي، وفي مجال الصحة والبيئة. كان هناك جدل بين القائلين بانحدار أمريكا، الذين يعتقدون أن أمريكا في انحدار، وبين الاستثنائيين الذين يشعرون بأن أمريكا ترمز إلى العصور المقبلة.
يمثل تحدى الصين للولايات المتحدة على الهيمنة العالمية القضية الجوهرية في النقاش حول التراجع الأمريكي. ويرى المحللون أن التدهور جاء أو تسارع بسبب سياسة ترامب الخارجية و«انسحاب البلاد الحالي من الساحة العالمية».
لم تعد الولايات المتحدة القوة العظمى الوحيدة بلا منازع للهيمنة في كل المجالات (أي العسكرية، الثقافية، الاقتصاد، التكنولوجيا، الدبلوماسية). ووفقاً لمؤشر قوة آسيا 2020، لا تزال الولايات المتحدة تتصدر القدرات العسكرية والنفوذ الثقافي والمرونة وشبكات الدفاع، ولكنها تتخلف عن الصين في أربعة معايير للموارد الاقتصادية والموارد المستقبلية والعلاقات الاقتصادية والنفوذ الدبلوماسي عبر ثمانية مقاييس.
ووفقاً للناشط السياسي الأمريكي نعوم تشومسكي، فإن تراجع أمريكا بدأ بعد وقت قصير من نهاية الحرب العالمية الثانية بـ "خسارة الصين" التي أعقبتها حروب الهند الصينية. بحلول عام 1970، انخفضت حصة الولايات المتحدة من الثروة العالمية إلى حوالي 25%، التي كانت لا تزال كبيرة ولكن انخفضت بشكل حاد. ورفض تشومسكي " الخطاب الملحوظ لعدة سنوات للمباهاة بالانتصار في التسعينات" ووصفه بانه "خداع ذاتي في الغالب. ولقد زعم تشومسكي في عام 2011 أن القوة لن تتحول باتجاه الصين و‌الهند، لأن هاتين الدولتين من البلدان الفقيرة التي تعاني من مشاكل داخلية حادة ولن يكون هناك منافس على النفوذ العالمي الهائل في المستقبل المنظور.

## التجليات

### الجيش
لطالما كانت الهيمنة الأمريكية مدعومة بثلاث ركائز: «القوة الاقتصادية والجبروت العسكري والقوة الناعمة للهيمنة الثقافية.»
يزعم بول كينيدي أن استمرار الإنفاق بالاستدانة، وخاصة على تعزيز القوة العسكرية، هو السبب الأكثر أهمية لانحدار أي قوة عظمى. تقدر الآن تكاليف الحرب في العراق و‌أفغانستان بنحو 4.4 تريليون دولار، وهو ما يعتبره كينيدي نصراً كبيراً ل‍أسامة بن لادن الذي كان هدفه المعلن هو إفلاس أمريكا وجرها إلى فخ. وبحلول عام 2011، كانت الميزانية العسكرية للولايات المتحدة - التي تعادل تقريبا ميزانية بقية العالم مجتمعة - أعلى من حيث القيمة الحقيقية من أي وقت مضى منذ الحرب العالمية الثانية.
وجاء في تقرير من 98 صفحة اعدته لجنة إستراتيجية الدفاع الوطني ان "المزايا العسكرية الطويلة الامد للولايات المتحدة تقلصت"، وأن "هامش الخطأ الاستراتيجي للبلاد أصبح ضئيلاً جداً. وقد تكاثرت الشكوك حول قدرة الولايات المتحدة على ردع خصومها، وإذا لزم الأمر، هزيمتهم والوفاء بالتزاماتها العالمية. وكتب التقرير أنه لتحييد القوة الأمريكية، كانت الصين وروسيا تحاولان تحقيق "الهيمنة الإقليمية" وتقومان بتطوير "تعزيزات عسكرية عدوانية". في عام 2018، قال الجنرال في القوات الجوية فرانك غورينك إن ميزة القوات الجوية للولايات المتحدة على روسيا والصين تتقلص. وفقا لفوربس، بدأ تراجع الجيش عندما أوقف وزير الدفاع ديك تشيني مائة برنامج أسلحة رئيسي قبل 25 عاما عندما انهار الاتحاد السوفياتي.

### الثقافة والقوة الناعمة
الثقافة الأمريكية في انحدار، وفقاً لألان بلوم، إ. د. هيرش وراسل جاكوبي. ويعتقد صموئيل ب. هنتنغتون أيضاً أن الثقافة والسياسة الأمريكية كانتا في انحدار مستمر منذ أواخر الخمسينات، وجاءتا على عدة موجات متميزة، أي رداً على إطلاق الاتحاد السوفييتي سبوتنيك؛ و‌حرب فيتنام؛ و‌الصدمة النفطية في عام 1973؛ والعدوان السوفييتي في أواخر سبعينيات القرن العشرين؛ وحالة عدم الارتياح العام التي صاحبت نهاية الحرب الباردة.
ويجادل وليام ج. بينيت بأن التدهور الثقافي في أمريكا يعني «تحولاً في مواقف ومعتقدات الجمهور». وقد تضاعف معدل وفيات الأمومة في الولايات المتحدة منذ أواخر الثمانينات في تناقض صارخ مع الدول المتقدمة الأخرى. وفقاً لمؤشر المؤشرات الثقافية الرائدة، الذي نشر في عام 1993، والذي يصور بشكل مباشر الأوضاع الأخلاقية والاجتماعية والسلوكية للمجتمع الأمريكي الحديث، والتي غالباً ما توصف بـ 'القيم'، كانت الحالة الثقافية في أمريكا في انحدار فيما يتعلق بأوضاع قبل 30 عاماً، 1963. وأظهر المؤشر أن هناك زيادة في جرائم العنف بأكثر من ست مرات، والولادة غير الشرعية أكثر من خمس مرات، ومعدل الطلاق خمس مرات، ونسبة الأطفال الذين يعيشون في بيوت وحيدة الوالد أربع مرات، ومعدل انتحار المراهقين ثلاث مرات خلال فترة الثلاثين سنة. بحلول عام 2015، ما يقرب من نصف الأطفال الأمريكيين ولدوا لأم عزباء.
وبحسب كينيث ويسبورد، ورغم ان الاحصاءات تشير إلى تراجع أمريكي (ارتفاع معدل الوفيات، والشلل السياسي، وتزايد الجريمة)، فإن «الامريكيين لديهم ثقافة متدنية منذ زمن بعيد وروجوا لها منذ فترة طويلة».

### الإقتصاد
بحلول عام 1970، انخفضت حصة الولايات المتحدة من الإنتاج العالمي من 40٪ إلى 25٪. نعوم تشومسكي يعتقد أزمة الديون طويلة الأجل خطيرة، وقد كانت منذ أن حولت اللامسؤولية المالية لرونالد ريغان الولايات المتحدة من الدائن الرئيسي في العالم إلى المدين الأول في العالم، مما أدى إلى مضاعفة الديون الوطنية ثلاث مرات (حتی 2011) وزيادة التهديدات للاقتصاد التي تصاعدت بسرعة من قبل جورج بوش الابن. لاحظ الخبير الاقتصادي جيفري ساكس أن حصة الولايات المتحدة من الدخل العالمي كانت 24.6٪ في عام 1980، وانخفضت إلى 19.1٪ في عام 2011.